# Leichtathletik-Länderkampf der Frauen 1974 BR Deutschland – Sowjetunion / BR Deutschland – Frankreich
| 23./24. Leichtathletik-Länderkampf mit bundesdeutscher Beteiligung 1974                | 23./24. Leichtathletik-Länderkampf mit bundesdeutscher Beteiligung 1974 |
| -------------------------------------------------------------------------------------- | ----------------------------------------------------------------------- |
|                                                                                        |                                                                         |
| Ländervergleich der Frauen: BR Deutschland – Sowjetunion / BR Deutschland – Frankreich |                                                                         |
| Austragungsort                                                                         | Stuttgart                                                               |
| Wettbewerbe                                                                            | 13                                                                      |
| Datum                                                                                  | 10./11. August                                                          |
| 1. URS 2. FRG                                                                          | 145 Punkte 117 Punkte                                                   |
| 1. FRG 2. FRA                                                                          | 167 Punkte 089 Punkte                                                   |
| Chronik                                                                                |                                                                         |
| ← FRG-URS/FRG-FRA (M)                                                                  | NLD-FRG-BEL (M) →                                                       |

Den 23. und gleichzeitig 24. Vergleich des Länderkampfjahres 1974 trugen die bundesdeutschen Frauen wie ihre männlichen Kollegen am 10./11. August in Stuttgart in getrennten Wertungen für je zwei Länder gemeinsam mit der Sowjetunion und Frankreich aus.
Es war das sechste Aufeinandertreffen mit der UdSSR in einer Veranstaltung mit einem allgemeinen leichtathletischen Programm. Mit diesen Gegnerinnen trafen sich die bundesdeutschen Frauen bei einer Zwischenbilanz von drei zu zwei für die Sowjetunion zum sechsten Mal. Gegen Frankreich hatte es zuvor erst eine Begegnung der bundesdeutschen Leichtathletinnen gegeben, die 1968 stattgefunden hatte und von der Bundesrepublik Deutschland gewonnen worden war.

## Wettbewerbe und Modus
Auf dem Programm standen die bei Frauenländerkämpfen üblichen dreizehn Disziplinen, die den damaligen olympischen Wettbewerbskatalog der Frauen komplett abdeckten. Am Start waren drei Vertreterinnen je Land und Wettbewerb, die für beide Länderkämpfe in den Einzeldisziplinen nach folgendem System gewertet wurden: 1. Platz: 7 P / 2. Pl.: 5 P / 3. Pl.: 4 P / 4. Pl.: 3 P / … In den Staffeln wurden die Punkte für beide Länderkämpfe wie üblich mit fünf zu zwei verteilt.

## Ergebnis
- Länderkampf Bundesrepublik Deutschland – Sowjetunion
Die Sowjetunion dominierte den Länderkampf deutlich. Bundesdeutsche Disziplinsiege gab es nur im Hochsprung und in den Staffeln. Zwei Unentschieden war darüber hinaus noch zu verzeichnen im 400-Meter-Lauf und im Speerwurf. Alle weiteren Wettbewerbe entschied die UdSSR für sich. So verlor das bundesdeutsche Team klar mit 117 zu 145 Punkten.
- Länderkampf Bundesrepublik Deutschland – Frankreich
Ganz anders verlief der Länderkampf mit Frankreich. Die bundesdeutschen Leichtathletinnen lagen in allen Disziplinen vorn, die Französinnen kamen zu keinem einzigen Gesamterfolg in einem Wettbewerb. Im 1500-Meter-Lauf und im Kugelstoßen gab es zwar französische Einzelsiege, aber auch diese Disziplinwertungen verbuchten die bundesdeutschen Vertreterinnen für sich. So endete der Länderkampf gegen Frankreich mit einem deutlichen Sieg für die Bundesrepublik mit 167 zu 89 Punkten.

## Einzelresultate

### 100 m
| Platz | Athlet                 | Land | Zeit (s) | Länderkampfwertung | Länderkampfwertung |
| ----- | ---------------------- | ---- | -------- | ------------------ | ------------------ |
| 1     | Ljudmila Maslakowa     | URS  | 11,47    | 1. URS 2. FRG      | 12 P 10 P          |
| 2     | Inge Helten            | FRG  | 11,49    | 1. URS 2. FRG      | 12 P 10 P          |
| 3     | Elfgard Schittenhelm   | FRG  | 11,59    | 1. URS 2. FRG      | 12 P 10 P          |
| 4     | Sylviane Telliez       | FRA  | 11,62    | 1. URS 2. FRG      | 12 P 10 P          |
| 5     | Emma Sulter            | FRA  | 11,65    | 1. FRG 2. FRA      | 14 P 08 P          |
| 6     | Ljudmilla Besfamilnaja | URS  | 11,70    | 1. FRG 2. FRA      | 14 P 08 P          |
| 7     | Tatjana Tschernikowa   | URS  | 11,73    | 1. FRG 2. FRA      | 14 P 08 P          |
| 8     | Elvira Possekel        | FRG  | 11,76    | 1. FRG 2. FRA      | 14 P 08 P          |
| 9     | Nadine Goletto         | FRA  | 11,84    | 1. FRG 2. FRA      | 14 P 08 P          |

Datum: 11 August

### 200 m
| Platz | Athlet               | Land | Zeit (s) | Länderkampfwertung | Länderkampfwertung |
| ----- | -------------------- | ---- | -------- | ------------------ | ------------------ |
| 1     | Marina Sidorowa      | URS  | 23,16    | 1. URS 2. FRG      | 12 P 10 P          |
| 2     | Annegret Kroniger    | FRG  | 23,40    | 1. URS 2. FRG      | 12 P 10 P          |
| 3     | Ljudmila Maslakowa   | URS  | 23,45    | 1. URS 2. FRG      | 12 P 10 P          |
| 4     | Elfgard Schittenhelm | FRG  | 23,48    | 1. URS 2. FRG      | 12 P 10 P          |
| 5     | Emma Sulter          | FRA  | 23,54    | 1. FRG 2. FRA      | 15 P 07 P          |
| 6     | Christiane Krause    | FRG  | 23,70    | 1. FRG 2. FRA      | 15 P 07 P          |
| 7     | Catherine Delachanal | FRA  | 23,74    | 1. FRG 2. FRA      | 15 P 07 P          |
| 8     | Tatjana Tschernikowa | URS  | 23,92    | 1. FRG 2. FRA      | 15 P 07 P          |
| 9     | Nicole Pani          | FRA  | 24,30    | 1. FRG 2. FRA      | 15 P 07 P          |

Datum: 10 August

### 400 m
| Platz | Athlet             | Land | Zeit (s) | Länderkampfwertung | Länderkampfwertung |
| ----- | ------------------ | ---- | -------- | ------------------ | ------------------ |
| 1     | Rita Wilden        | FRG  | 51,67    | 1. URS 1. FRG      | 11 P               |
| 2     | Nadeschda Iljina   | URS  | 52,07    | 1. URS 1. FRG      | 11 P               |
| 3     | Ljudmila Aksjonowa | URS  | 53,36    | 1. URS 1. FRG      | 11 P               |
| 4     | Hildegard Falck    | FRG  | 53,52    | 1. URS 1. FRG      | 11 P               |
| 5     | Inta Kļimoviča     | URS  | 53,60    | 1. FRG 1. FRA      | 16P 06 P           |
| 6     | Brigitte Koczelnik | FRG  | 54,75    | 1. FRG 1. FRA      | 16P 06 P           |
| 7     | Martine Schetter   | FRA  | 54,99    | 1. FRG 1. FRA      | 16P 06 P           |
| 8     | Colette Besson     | FRA  | 55,16    | 1. FRG 1. FRA      | 16P 06 P           |
| 9     | Amick Margo        | FRA  | 55,42    | 1. FRG 1. FRA      | 16P 06 P           |

Datum: 11 August

### 800 m
| Platz | Athlet                | Land | Zeit (min) | Länderkampfwertung | Länderkampfwertung |
| ----- | --------------------- | ---- | ---------- | ------------------ | ------------------ |
| 1     | Walentina Gerassimowa | URS  | 2:02,36    | 1. URS 2. FRG      | 14 P 08 P          |
| 2     | Gisela Klein          | FRG  | 2:03,73    | 1. URS 2. FRG      | 14 P 08 P          |
| 3     | Olga Wachruschewa     | URS  | 2:04,86    | 1. URS 2. FRG      | 14 P 08 P          |
| 4     | Swetlana Styrkina     | URS  | 2:04,95    | 1. URS 2. FRG      | 14 P 08 P          |
| 5     | Karin Kaseder         | FRG  | 2:06,37    | 1. FRG 2. FRA      | 14 P 08 P          |
| 6     | Madeleine Thomas      | FRA  | 2:06,86    | 1. FRG 2. FRA      | 14 P 08 P          |
| 7     | Martina Duvivier      | FRA  | 2:07,56    | 1. FRG 2. FRA      | 14 P 08 P          |
| 8     | Sabine Lorenzen       | FRG  | 2:07,94    | 1. FRG 2. FRA      | 14 P 08 P          |
| 9     | Chantal Jouvhomme     | FRA  | 2:08,38    | 1. FRG 2. FRA      | 14 P 08 P          |

Datum: 10 August

### 1500 m
| Platz | Athlet                 | Land | Zeit (min) | Länderkampfwertung | Länderkampfwertung |
| ----- | ---------------------- | ---- | ---------- | ------------------ | ------------------ |
| 1     | Ljudmila Bragina       | URS  | 4:12,7     | 1. URS 2. FRG      | 12 P 10 P          |
| 2     | Marie-Françoise Dubois | FRA  | 4:13,5     | 1. URS 2. FRG      | 12 P 10 P          |
| 3     | Sylvia Schenk          | FRG  | 4:16,6     | 1. URS 2. FRG      | 12 P 10 P          |
| 4     | Olga Dwirna            | URS  | 4:18,4     | 1. URS 2. FRG      | 12 P 10 P          |
| 5     | Ellen Wellmann         | FRG  | 4:18,8     | 1. FRG 2. FRA      | 12 P 10 P          |
| 6     | Brigitte Kraus         | FRG  | 4:20,5     | 1. FRG 2. FRA      | 12 P 10 P          |
| 7     | Irina Bondartschuk     | URS  | 4:26,2     | 1. FRG 2. FRA      | 12 P 10 P          |
| 8     | Nicole Mary            | FRA  | 4:31,8     | 1. FRG 2. FRA      | 12 P 10 P          |
| 9     | Françoise Papelard     | FRA  | 4:36,9     | 1. FRG 2. FRA      | 12 P 10 P          |

Datum: 11 August

### 100 m Hürden
| Platz | Athlet             | Land | Zeit (s) | Länderkampfwertung | Länderkampfwertung |
| ----- | ------------------ | ---- | -------- | ------------------ | ------------------ |
| 1     | Natalja Lebedewa   | URS  | 13,05    | 1. FRG 2. FRG      | 15 P 07 P          |
| 2     | Tatjana Anissimowa | URS  | 13,43    | 1. FRG 2. FRG      | 15 P 07 P          |
| 3     | Marlies Koschinski | FRG  | 13,44    | 1. FRG 2. FRG      | 15 P 07 P          |
| 4     | Nadija Tkatschenko | URS  | 13,55    | 1. FRG 2. FRG      | 15 P 07 P          |
| 5     | Chantal Réga       | FRA  | 13,84    | 1. FRG 2. FRA      | 13 P 09 P          |
| 6     | Christa Xalter     | FRG  | 14,07    | 1. FRG 2. FRA      | 13 P 09 P          |
| 7     | Nadine Friseur     | FRA  | 14,08    | 1. FRG 2. FRA      | 13 P 09 P          |
| 8     | Margot Eppinger    | FRG  | 14,57    | 1. FRG 2. FRA      | 13 P 09 P          |
| 9     | Nicole Chevalier   | FRA  | 14,67    | 1. FRG 2. FRA      | 13 P 09 P          |

Datum: 10 August

### 4 × 100 m Staffel
| Platz | Besetzung      | Land                                                                           | Zeit (s) | Länderkampfwertung | Länderkampfwertung |
| ----- | -------------- | ------------------------------------------------------------------------------ | -------- | ------------------ | ------------------ |
| 1     | BR Deutschland | Elfgard Schittenhelm Annegret Kroniger Annegret Richter Inge Helten            | 43,32    | 1. FRG 2. URS      | 5 P 2 P            |
| 2     | Sowjetunion    | Marina Sidorowa Ljudmila Maslakowa Tatjana Tschernikowa Ljudmilla Besfamilnaja | 43,37    | 1. FRG 2. FRA      | 5 P 2 P            |
| 3     | Frankreich     | Nadine Goletto Catherine Delachanal Nicole Pani Emma Sulter                    | 44,82    | 1. FRG 2. FRA      | 5 P 2 P            |

Datum: 11 August

### 4 × 400 m Staffel
| Platz | Besetzung      | Land                                                                    | Zeit (min) | Länderkampfwertung | Länderkampfwertung |
| ----- | -------------- | ----------------------------------------------------------------------- | ---------- | ------------------ | ------------------ |
| 1     | BR Deutschland | Dagmar Jost Elke Barth Karola Claus Rita Wilden                         | 3:28,7     | 1. FRG 2. URS      | 5 P 2 P            |
| 2     | Sowjetunion    | Inta Klimowitscha Ljudmila Aksjonowa Ingrīda Barkāne Nadeschda Iljina   | 3:29,0     | 1. FRG 2. FRA      | 5 P 2 P            |
| 3     | Frankreich     | Martine Schetter Dominique Forest Marie-Françoise Dubois Colette Besson | 3:36,9     | 1. FRG 2. FRA      | 5 P 2 P            |

Datum: 10 August

### Hochsprung
| Platz | Athlet             | Land | Höhe (m) | Länderkampfwertung | Länderkampfwertung |
| ----- | ------------------ | ---- | -------- | ------------------ | ------------------ |
| 1     | Karin Wagner       | FRG  | 1,85     | 1. FRG 2. URS      | 13 P 09 P          |
| 2     | Tamara Galka       | URS  | 1,85     | 1. FRG 2. URS      | 13 P 09 P          |
| 3     | Ulrike Meyfarth    | FRG  | 1,85     | 1. FRG 2. URS      | 13 P 09 P          |
| 4     | Galina Filatowa    | URS  | 1,82     | 1. FRG 2. URS      | 13 P 09 P          |
| 5     | Renate Pietschmann | FRG  | 1,82     | 1. FRG 2. FRA      | 16 P 06 P          |
| 6     | Tatjana Schljachto | URS  | 1,73     | 1. FRG 2. FRA      | 16 P 06 P          |
| 7     | Bernadette Poirot  | FRA  | 1,73     | 1. FRG 2. FRA      | 16 P 06 P          |
| 8     | Anne Tournier      | FRA  | 1,73     | 1. FRG 2. FRA      | 16 P 06 P          |
| 9     | Geneviéve Dycke    | FRA  | 1,70     | 1. FRG 2. FRA      | 16 P 06 P          |

Datum: 10 August

### Weitsprung
| Platz | Athlet             | Land | Weite (m) | Länderkampfwertung | Länderkampfwertung |
| ----- | ------------------ | ---- | --------- | ------------------ | ------------------ |
| 1     | Lidija Alfejewa    | URS  | 6,47      | 1. URS 2. FRG      | 15 P 07 P          |
| 2     | Nadija Tkatschenko | URS  | 6,46      | 1. URS 2. FRG      | 15 P 07 P          |
| 3     | Birgit Wilkes      | FRG  | 6,38      | 1. URS 2. FRG      | 15 P 07 P          |
| 4     | Kapitolina Lotowa  | URS  | 6,36      | 1. URS 2. FRG      | 15 P 07 P          |
| 5     | Edda Trocha        | FRG  | 6,17      | 1. FRG 2. FRA      | 16 P 06 P          |
| 6     | Margot Eppinger    | FRG  | 6,17      | 1. FRG 2. FRA      | 16 P 06 P          |
| 7     | Jacqueline Curtet  | FRA  | 5,96      | 1. FRG 2. FRA      | 16 P 06 P          |
| 8     | Danielle Desmier   | FRA  | 5,90      | 1. FRG 2. FRA      | 16 P 06 P          |
| 9     | Sylvie Biotteau    | FRA  | 5,67      | 1. FRG 2. FRA      | 16 P 06 P          |

Datum: 11 August

### Kugelstoßen
| Platz | Athlet                   | Land | Weite (m) | Länderkampfwertung | Länderkampfwertung |
| ----- | ------------------------ | ---- | --------- | ------------------ | ------------------ |
| 1     | Nadeschda Tschischowa    | URS  | 21,04     | 1. URS 2. FRG      | 16 P 06 P          |
| 2     | Faina Grigorjewna Melnik | URS  | 18,64     | 1. URS 2. FRG      | 16 P 06 P          |
| 3     | Esfir Kratschewskaja     | URS  | 18,39     | 1. URS 2. FRG      | 16 P 06 P          |
| 4     | Léone Bertimon           | FRA  | 15,81     | 1. URS 2. FRG      | 16 P 06 P          |
| 5     | Liesel Westermann        | FRG  | 15,44     | 1. FRG 2. FRA      | 12 P 10 P          |
| 6     | Helga Jaxt               | FRG  | 15,10     | 1. FRG 2. FRA      | 12 P 10 P          |
| 7     | Anne Chatrine Rühlow     | FRG  | 14,54     | 1. FRG 2. FRA      | 12 P 10 P          |
| 8     | Simone Créantor          | FRA  | 14,28     | 1. FRG 2. FRA      | 12 P 10 P          |
| 9     | Françoise Ménard         | FRA  | 12,96     | 1. FRG 2. FRA      | 12 P 10 P          |

Datum: 10 August

### Diskuswurf
| Platz | Athlet                   | Land | Weite (m) | Länderkampfwertung | Länderkampfwertung |
| ----- | ------------------------ | ---- | --------- | ------------------ | ------------------ |
| 1     | Faina Grigorjewna Melnik | URS  | 69,04     | 1. URS 2. FRG      | 14 P 08 P          |
| 2     | Liesel Westermann        | FRG  | 59,04     | 1. URS 2. FRG      | 14 P 08 P          |
| 3     | Nadeshda Sergeiewa       | URS  | 54,52     | 1. URS 2. FRG      | 14 P 08 P          |
| 4     | Tamara Danilowa          | URS  | 52,32     | 1. URS 2. FRG      | 14 P 08 P          |
| 5     | Anne Chatrine Rühlow     | FRG  | 51,78     | 1. FRG 2. FRA      | 13 P 09 P          |
| 6     | Noële Jarry              | FRA  | 50,08     | 1. FRG 2. FRA      | 13 P 09 P          |
| 7     | Martine Poure            | FRA  | 48,34     | 1. FRG 2. FRA      | 13 P 09 P          |
| 8     | Catherine Bazin          | FRA  | 46,30     | 1. FRG 2. FRA      | 13 P 09 P          |
| 9     | Marion Gröger            | FRG  | 39,64     | 1. FRG 2. FRA      | 13 P 09 P          |

Datum: 11 August

### Speerwurf
| Platz | Athlet             | Land | Weite (m) | Länderkampfwertung | Länderkampfwertung |
| ----- | ------------------ | ---- | --------- | ------------------ | ------------------ |
| 1     | Swetlana Babitsch  | URS  | 61,18     | 1. FRG 1. URS      | 11 P               |
| 2     | Marion Becker      | FRG  | 59,22     | 1. FRG 1. URS      | 11 P               |
| 3     | Ameli Koloska      | FRG  | 55,66     | 1. FRG 1. URS      | 11 P               |
| 4     | Tatjana Schigalowa | URS  | 54,22     | 1. FRG 1. URS      | 11 P               |
| 5     | Christa Peters     | FRG  | 53,98     | 1. FRG 2. FRA      | 16 P 06 P          |
| 6     | Annie Bocle        | FRA  | 46,94     | 1. FRG 2. FRA      | 16 P 06 P          |
| 7     | Tamara Danilowa    | URS  | 46,40     | 1. FRG 2. FRA      | 16 P 06 P          |
| 8     | Martine Bordet     | FRA  | 46,08     | 1. FRG 2. FRA      | 16 P 06 P          |
| 9     | Nicole Besso       | FRA  | 42,78     | 1. FRG 2. FRA      | 16 P 06 P          |

Datum: 10 August